# David Carter (tennista)
David Carter (Bundaberg, 21 aprile 1956) è un ex tennista australiano.

## Carriera
In carriera ha vinto 5 titoli di doppio, tutti in coppia con il connazionale Paul Kronk. Nei tornei del Grande Slam ha ottenuto il suo miglior risultato raggiungendo i quarti di finale di doppio agli Australian Open nel 1981 e all'Open di Francia nel 1982.

## Statistiche

### Doppio

#### Vittorie (5)
| Numero | Anno | Torneo                                         | Superficie  | Compagno   | Avversari in finale              | Punteggio     |
| 1.     | 1981 | Viña del Mar Open, Viña del Mar                | Terra rossa | Paul Kronk | Andrés Gómez Belus Prajoux       | 6-1, 6-2      |
| 2.     | 1981 | Mar del Plata Open, Mar del Plata              | Terra rossa | Paul Kronk | Ángel Giménez Jairo Velasco, Sr. | 6-7, 6-4, 6-0 |
| 3.     | 1981 | BMW Open, Monaco di Baviera                    | Terra rossa | Paul Kronk | Eric Fromm Shlomo Glickstein     | 6-3, 6-4      |
| 4.     | 1981 | Interwetten Austrian Open Kitzbühel, Kitzbühel | Terra rossa | Paul Kronk | Marko Ostoja Louk Sanders        | 7-6, 6-1      |
| 5.     | 1982 | Lorraine Open, Metz                            | Sintetico   | Paul Kronk | Matt Doyle David Siegler         | 6-3, 7-6      |